# Cnephasia tianshanica
Cnephasia tianshanica is een vlinder uit de familie bladrollers (Tortricidae). De wetenschappelijke naam is voor het eerst geldig gepubliceerd in 1934 door Filipjev.
De soort komt voor in Europa.